# 1989 HC
1989 HC är en asteroid i huvudbältet som upptäcktes 30 april 1989 av den amerikanske astronomen Eleanor F. Helin vid Palomar-observatoriet.
Asteroiden har en diameter på ungefär 20 kilometer.